# Pekach

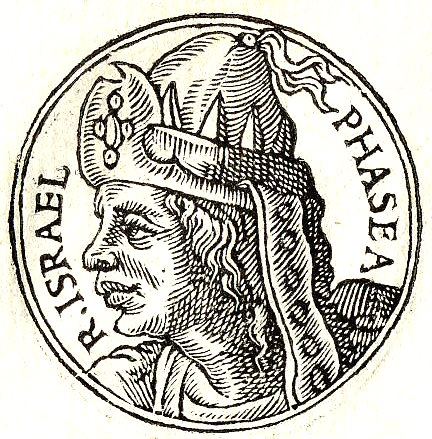
Afbeelding van Pekach in het Promptuarii Iconum Insigniorum

Pekach (Hebreeuws: פקח, "met open ogen") was volgens de Hebreeuwse Bijbel koning van het koninkrijk Israël van 737 v.Chr. tot 732 v.Chr.. Hij was de zoon van Remaljahu en werd koning nadat hij, met hulp van vijftig mannen uit Gilead, zijn voorganger Pekachja had vermoord (2 Koningen 15:25-27).
Tijdens Pekachs heerschappij viel de Assyrische koning Tiglat-Pileser III Israël binnen en bezette hij verschillende steden in het noorden van Israël. Ook voerde hij een groep Israëlieten als ballingen mee naar Assyrië, waarop Hosea een samenzwering tegen Pekach smeedde en Pekach ombracht (2 Koningen 15:29-31). Overigens maakt koning Tiglat-Pileser in een van zijn inscripties melding van de oorlog tegen Israël, maar voegt er tevens aan toe dat hij Pekach persoonlijk heeft afgezet en vervangen door Hosea.